# Michel Fabrizio
Michel Fabrizio (Frascati, 17 settembre 1984) è un pilota motociclistico italiano ritiratosi dall'attività agonistica, campione Europeo Superstock 1000 nel 2003.
Il suo numero in gara era l'84 (suo anno di nascita). Anche suo fratello, Luca Fabrizio, corre come pilota professionista.

## Carriera
Nel 2001 vince la Coppa Italia nella classe 125, chiude sedicesimo nel campionato italiano e conquista sette punti nel campionato europeo. Nel 2002 corre il suo primo anno nel motomondiale con la Gilera del team Italia, ma i risultati non sono all'altezza delle prospettive di inizio stagione: infatti non trova il feeling giusto con la squadra e con il mezzo, totalizzando solo 4 punti, che gli valgono il 31º posto nella classifica generale del campionato del mondo, con miglior piazzamento parziale il 13º al GP del Pacifico a Motegi. Il risultato è da considerarsi estremamente deludente, considerato che Manuel Poggiali con la sua stessa moto totalizza 254 punti ed il secondo posto nel campionato del mondo, ma con un'esperienza nel motomondiale superiore derivata dall'essersi laureato campione 125 l'anno precedente.
Nel 2003, a seguito del fallimento dell'annata precedente nel mondiale 125, Michel Fabrizio accetta l'offerta del Team Alstare Suzuki Corona Extra, che tramite il manager belga Francis Batta permette al centauro italiano di correre in sella ad una Suzuki GSX-R1000 nell'Europeo Superstock. In tale annata Fabrizio rilancia le sue quotazioni vincendo la categoria, pur non avendo mai gareggiato con moto a 4 tempi, e dando spettacolo duellando per tutto l'arco della stagione con un altro pilota italiano, Lorenzo Lanzi.
Nel 2004, vista la vittoria nell'Europeo Superstock, il Team Alstare preventiva per il giovane talento romano il passaggio al Campionato mondiale Superbike, ma la Suzuki (che forniva le GSX-R1000 alla squadra), in contrasto con le novità regolamentari introdotte nella categoria, decide di non prendere parte alla competizione mondiale. Solo a pochi giorni dall'inizio delle competizioni motociclistiche, quando sembrava inevitabile che il campione europeo Superstock in carica restasse senza moto per il 2004, arriva la proposta del Team WCM, che partecipa al motomondiale in MotoGP con una Harris artigianale che montava il motore della Yamaha R1 modificato per rispettare i dettami regolamentari della MotoGP.
La moto, vista la scarsa disponibilità economica della squadra, risulta essere poco competitiva relegandolo sempre nelle parti basse dello schieramento, ma tale annata riesce comunque ad essere positiva grazie al decimo posto ottenuto al Gran Premio di Spagna a Jerez de la Frontera, sotto la pioggia, davanti a piloti blasonati con moto ufficiali quali Capirossi, Tamada, Nakano. Questa ultima prestazione permette a Fabrizio di salire in sella, nel GP del Portogallo all'Estoril, ad una Aprilia RS Cube del team ufficiale MS Aprilia Racing in sostituzione del titolare Byrne. Fabrizio non termina la gara, ma lascia comunque un ottimo ricordo fra l'entourage della casa italiana.
Il 2004, annata che era nata nel segno delle difficoltà, si rivela invece l'annata della svolta per il giovane centauro, infatti la Honda Racing Corporation si accorge delle sue potenzialità, ingaggiandolo con un contratto che prevede la costante maturazione del pilota, con la partecipazione nel mondiale Supersport per le gare finali della stagione e per tutto il 2005 con il team Italiano Megabike in sella ad una CBR600RR. In questa categoria però non vince nessuna gara riuscendo soltanto ad essere protagonista in alcune gare con apparizioni sul podio.

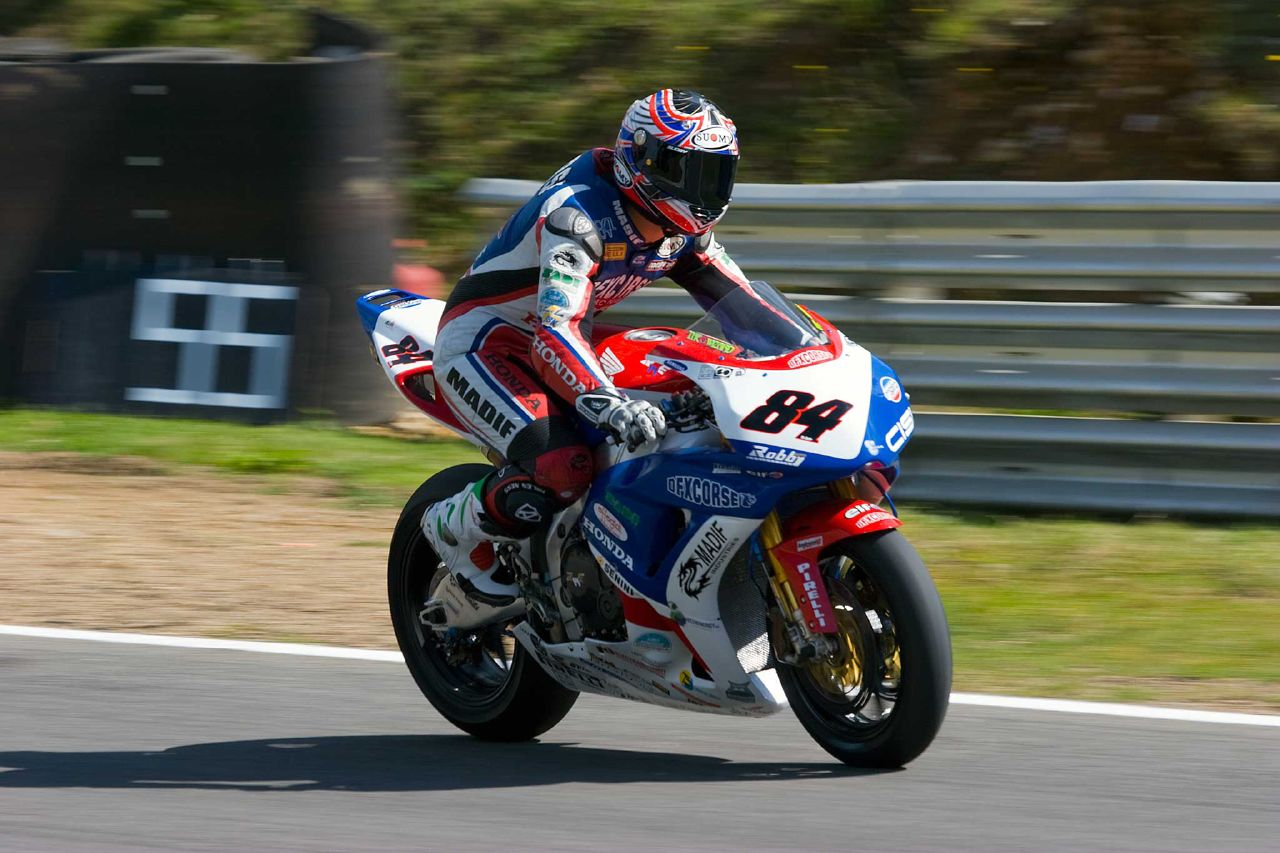
Michel Fabrizio a Brands Hatch 2007 con la Honda CBR1000RR nel 10º round del Mondiale SBK.

Nel 2006 sempre in virtù del contratto stipulato con la Honda, passa al Campionato mondiale Superbike, anche se i suoi risultati nel mondiale Supersport l'annata precedente sono stati buoni ma non eccelsi. Il suo passaggio nella classe regina delle moto derivate dalla serie avviene in sella ad una CBR1000RR nel team italiano D.F.X. Treme dove trova come compagno di squadra un veterano della categoria: Frankie Chili.
Il primo anno per Fabrizio, vista la giovane età, viene sfruttato per fare esperienza con il mezzo ed immagazzinare esperienza sulle piste mondiali, non mancano però nell'arco della stagione prestazioni al di sopra delle aspettative quali i due podi (terzo in gara 1 e secondo in gara 2) ottenuti nel GP della Repubblica Ceca a Brno. Nello stesso anno ritorna per una gara in MotoGP a Donington nel GP d'Inghilterra, infatti la Honda lo convoca (con il mondiale Superbike in corso di svolgimento) per guidare la RC211V del team Fortuna Honda, in sostituzione dell'infortunato Toni Elías. Ma quella che sembrava una grande opportunità si tramuta in una grande delusione, infatti cade durante le prove libere del venerdì rimediando la frattura della clavicola e salta la gara domenicale.
Nel 2007 viene riconfermato dalla Honda nel team D.F.X. Corse, il compagno di squadra è inizialmente l'australiano Steve Martin (visto il ritiro dell'italiano Chili dalle competizioni motociclistiche), successivamente il giovane pilota italiano Luca Morelli. Nelle giornate iniziali del mese di luglio dello stesso anno viene designato, per la seconda volta dopo la parentesi dell'anno precedente, dal team Honda Gresini per sostituire nuovamente Toni Elías in occasione del Gran Premio di Germania sul circuito del Sachsenring. In occasione della sessione di qualificazione riesce a classificarsi in diciassettesima posizione, che gli vale l'ultima fila nella griglia di partenza del Gran Premio, ma in gara riesce ad ottenere un decimo posto a 44 secondi dal vincitore Dani Pedrosa.
Per la stagione 2008, viene ingaggiato dal team Ducati Xerox, nel quale trova come compagno di squadra Troy Bayliss.

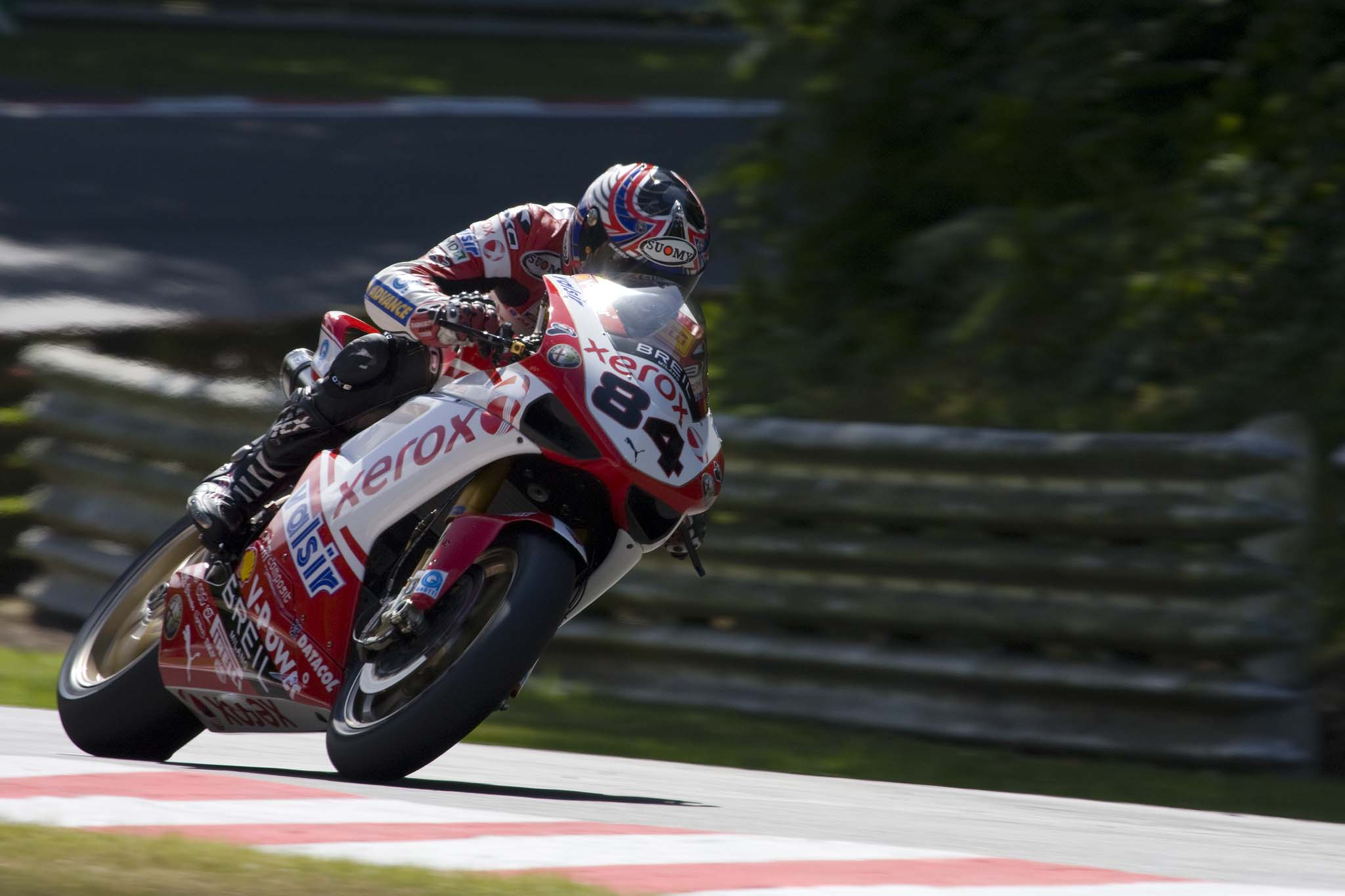
Fabrizio con la 1098 F08 del team Ducati Xerox nel mondiale Superbike 2008.

Viene riconfermato nel team ufficiale di Borgo Panigale anche l'anno dopo ma con compagno di squadra Noriyuki Haga. La stagione è migliore della precedente, parte bene e prosegue sempre su alti livelli, si rivela un pilota costante e maturo spesso in lotta per le posizioni di vertice con numerosi piazzamenti sul podio o ai piedi di quest'ultimo. Il romano sfrutta bene la competitiva Ducati 1098R ufficiale, ottiene ben 15 podi (di cui otto consecutivi) e conferma la sua costanza, ritirandosi solo tre volte nel corso della stagione. Ottiene anche le prime vittorie: a Monza il 10 maggio nella prima manche ottiene la prima vittoria in SBK (complice il ritiro di Ben Spies all'uscita dall'ultima curva), poi vince nuovamente in Italia nella seconda manche del GP di Imola ed a Portimão nell'ultima gara della stagione, restando a lungo in lotta per il titolo, si classifica terzo dietro al compagno Haga e al vincitore del campionato Ben Spies. Sempre nel 2009 compie il ritorno in MotoGP grazie al team Pramac Racing, che lo ha ingaggiato per rimpiazzare Mika Kallio nel Gran Premio motociclistico della Repubblica Ceca, il quale a sua volta era stato chiamato dalla Ducati Corse per sostituire Casey Stoner per tre gare della stagione.
Nella stagione 2010 continua come pilota ufficiale Ducati con compagno di squadra sempre il giapponese Noriyuki Haga. Nel primo appuntamento della stagione a Phillip Island lotta per la vittoria e si classifica secondo dietro a Leon Haslam in gara 1 (per soli due millesimi) ed è terzo in gara 2, ma i risultati positivi non sono riconfermati, Fabrizio è sempre impantanato nelle retrovie della classifica tranne sporadiche prestazioni in qualifica. Riesce comunque a vincere una gara nella prima manche di Kyalami con un clamoroso exploit ma anche i risultati successivi alla vittoria non sono positivi, conclude ottavo nel campionato piloti con 195 punti.
Nel 2011 lascia la Ducati per riaggregarsi, dopo 7 anni, al team Suzuki Alstare, che lo schiera come unico pilota in sella ad una Suzuki GSX-R1000. La stagione inizia in modo positivo, mettendosi in evidenza in modo particolare al Gran Premio di Monza, dove conclude 5º, ottenendo il giro veloce, in gara 1, mentre in gara 2 conclude terzo, realizzando l'unico podio dell'annata. La stagione però si evolve in modo diverso rispetto alle prime gare, a causa dei numerosi ritiri e dei risultati poco convincenti nelle ultime prove. Alla fine il bilancio finale lo vede al dodicesimo posto in classifica.
Per il 2012, visto il campionato precedente, il peggiore di Fabrizio nella sua carriera nel mondiale Superbike, lascia nuovamente il team Alstare per passare al team BMW Motorrad Italia GoldBet. Nel nuovo team, trova come compagno il connazionale Ayrton Badovini e guida una BMW S1000 RR. Ottiene un podio a Silverstone e si piazza in undicesima posizione nella classifica finale.
Nel 2013 approda al team Red Devils Roma con una Aprilia RSV4 Factory. Dopo il GP del Nürburgring viene sostituito da Toni Elías; a Istanbul, Laguna Seca e Magny Cours corre per il team Pata Honda in sostituzione dell'infortunato Jonathan Rea. Conclude la stagione al settimo posto in classifica generale con 188 punti all attivo.
Nel 2014 corre in Italia e Catalogna in MotoGP in sostituzione dell'infortunato Danilo Petrucci sulla ART del team Octo IodaRacing, senza ottenere punti validi per la classifica mondiale. Nella stessa stagione partecipa a tre gran premi del mondiale Superbike in sella ad una Kawasaki ZX-10R in configurazione EVO gestita dal team IRON BRAIN Grillini Kawasaki. Raccoglie solo due punti iridati che gli valgono il 32º posto in classifica generale.
Nel 2015 corre il GP di Imola nel mondiale Superbike in sostituzione dell'infortunato Nicolás Terol sulla Ducati Panigale R del team Althea Racing. Ottiene tredici punti che gli valgono il venticinquesimo posto in classifica mondiale. Nelle stagioni seguenti fino al 2018 partecipa al campionato Italiano Velocità.
Torna a gareggiare nel 2021 nel campionato mondiale Supersport, categoria dove mancava da sedici anni. E' pilota titolare con il team G.A.P. Motozoo Racing by Puccetti. A settembre, a seguito della morte Dean Berta Viñales, annuncia il ritiro dalle competizioni. Nella parte di stagione disputata, ottiene un giro veloce in gara e sei punti che lo collocano al trentasettesimo posto in classifica.

## Risultati in gara

### Motomondiale
| 2002 | Classe | Moto   |     |    |    |    |    |     |     |     |    |    |     |    |    |    |     |    |  |  | Punti | Pos. |
| ---- | ------ | ------ | --- | -- | -- | -- | -- | --- | --- | --- | -- | -- | --- | -- | -- | -- | --- | -- |  |  | ----- | ---- |
| 2002 | 125    | Gilera | Rit | 15 | 18 | 17 | 16 | Rit | Rit | Rit | 23 | 25 | Rit | 23 | 13 | 26 | Rit | 20 |  |  | 4     | 31º  |

| 2004 | Classe | Moto                 |    |    |    |    |    |     |     |    |    |    |     |  |  |  |  |  |  |  | Punti | Pos. |
| ---- | ------ | -------------------- | -- | -- | -- | -- | -- | --- | --- | -- | -- | -- | --- |  |  |  |  |  |  |  | ----- | ---- |
| 2004 | MotoGP | Harris WCM e Aprilia | 18 | 10 | 16 | 15 | 16 | Rit | Inf | 15 | 20 | 17 | Rit |  |  |  |  |  |  |  | 8     | 22º  |

| 2006 | Classe | Moto  |  |  |  |  |  |  |  |  |    |  |  |  |  |  |  |  |  |  | Punti | Pos. |
| ---- | ------ | ----- |  |  |  |  |  |  |  |  | -- |  |  |  |  |  |  |  |  |  | ----- | ---- |
| 2006 | MotoGP | Honda |  |  |  |  |  |  |  |  | NQ |  |  |  |  |  |  |  |  |  | 0     |      |

| 2007 | Classe | Moto  |  |  |  |  |  |  |  |  |  |    |  |  |  |  |  |  |  |  | Punti | Pos. |
| ---- | ------ | ----- |  |  |  |  |  |  |  |  |  | -- |  |  |  |  |  |  |  |  | ----- | ---- |
| 2007 | MotoGP | Honda |  |  |  |  |  |  |  |  |  | 10 |  |  |  |  |  |  |  |  | 6     | 21º  |

| 2009 | Classe | Moto   |  |  |  |  |  |  |  |  |  |  |     |  |  |  |  |  |  |  | Punti | Pos. |
| ---- | ------ | ------ |  |  |  |  |  |  |  |  |  |  | --- |  |  |  |  |  |  |  | ----- | ---- |
| 2009 | MotoGP | Ducati |  |  |  |  |  |  |  |  |  |  | Rit |  |  |  |  |  |  |  | 0     |      |

| 2014 | Classe | Moto |  |  |  |  |  |     |    |  |  |  |  |  |  |  |  |  |  |  | Punti | Pos. |
| ---- | ------ | ---- |  |  |  |  |  | --- | -- |  |  |  |  |  |  |  |  |  |  |  | ----- | ---- |
| 2014 | MotoGP | ART  |  |  |  |  |  | Rit | 20 |  |  |  |  |  |  |  |  |  |  |  | 0     |      |

| Legenda | 1º posto        | 2º posto            | 3º posto            | A punti      | Senza punti        | Grassetto – Pole position Corsivo – Giro più veloce |
| Legenda | Gara non valida | Non qual./Non part. | Ritirato/Non class. | Squalificato | '-' Dato non disp. | Grassetto – Pole position Corsivo – Giro più veloce |

### Campionato mondiale Supersport
| 2004 | Moto  |  |  |  |  |  |  |  |  |   |     |  |  |  |  |  |  |  |  |  |  |  |  |  |  | Punti | Pos. |
| ---- | ----- |  |  |  |  |  |  |  |  | - | --- |  |  |  |  |  |  |  |  |  |  |  |  |  |  | ----- | ---- |
| 2004 | Honda |  |  |  |  |  |  |  |  | 7 | Rit |  |  |  |  |  |  |  |  |  |  |  |  |  |  | 9     | 27º  |

| 2005 | Moto  |   |     |   |   |     |     |   |   |   |   |   |   |  |  |  |  |  |  |  |  |  |  |  |  | Punti | Pos. |
| ---- | ----- | - | --- | - | - | --- | --- | - | - | - | - | - | - |  |  |  |  |  |  |  |  |  |  |  |  | ----- | ---- |
| 2005 | Honda | 3 | Rit | 4 | 4 | Rit | Rit | 2 | 2 | 3 | 5 | 4 | 3 |  |  |  |  |  |  |  |  |  |  |  |  | 138   | 5º   |

| 2021 | Moto     |    |    |    |     |     |     |    |    |    |     |     |    |     |    |    |    |    |    |  |  |  |  |  |  | Punti | Pos. |
| ---- | -------- | -- | -- | -- | --- | --- | --- | -- | -- | -- | --- | --- | -- | --- | -- | -- | -- | -- | -- |  |  |  |  |  |  | ----- | ---- |
| 2021 | Kawasaki | 14 | 21 | 16 | Rit | Rit | Rit | 13 | 15 | 22 | Rit | Rit | 20 | Rit | NP | 21 | 21 | AN | NP |  |  |  |  |  |  | 6     | 37º  |

| Legenda | 1º posto        | 2º posto            | 3º posto           | A punti      | Senza punti        | Grassetto – Pole position Corsivo – Giro più veloce |
| Legenda | Gara non valida | Non qual./Non part. | Ritirato/Non class | Squalificato | '-' Dato non disp. | Grassetto – Pole position Corsivo – Giro più veloce |

### Campionato mondiale Superbike
| 2006 | Moto  |   |   |    |    |    |    |     |    |     |    |     |   |   |   |     |    |   |    |     |   |     |     |    |    |  |  |  |  | Punti | Pos. |
| ---- | ----- | - | - | -- | -- | -- | -- | --- | -- | --- | -- | --- | - | - | - | --- | -- | - | -- | --- | - | --- | --- | -- | -- |  |  |  |  | ----- | ---- |
| 2006 | Honda | 5 | 8 | 15 | 11 | 13 | 10 | Rit | 14 | Rit | 15 | Rit | 6 | 3 | 2 | Rit | 12 | 3 | 10 | Rit | 8 | Rit | Rit | 11 | 13 |  |  |  |  | 125   | 11º  |

| 2007 | Moto  |     |    |     |   |    |    |   |    |    |   |   |    |     |    |     |     |   |   |   |   |     |    |   |     |    |   |  |  | Punti | Pos. |
| ---- | ----- | --- | -- | --- | - | -- | -- | - | -- | -- | - | - | -- | --- | -- | --- | --- | - | - | - | - | --- | -- | - | --- | -- | - |  |  | ----- | ---- |
| 2007 | Honda | Rit | 12 | Rit | 9 | 13 | 12 | 7 | 11 | 12 | 6 | 8 | 11 | Rit | AN | Rit | Rit | 6 | 3 | 5 | 4 | Rit | 13 | 5 | Rit | 14 | 9 |  |  | 132   | 11º  |

| 2008 | Moto   |   |   |   |    |     |    |     |     |   |   |   |   |   |   |     |    |   |   |    |   |     |   |   |   |     |    |     |   | Punti | Pos. |
| ---- | ------ | - | - | - | -- | --- | -- | --- | --- | - | - | - | - | - | - | --- | -- | - | - | -- | - | --- | - | - | - | --- | -- | --- | - | ----- | ---- |
| 2008 | Ducati | 9 | 5 | 3 | 19 | Rit | 13 | Rit | Rit | 9 | 5 | 3 | 3 | 7 | 6 | Rit | 11 | 3 | 2 | 12 | 6 | Rit | 5 | 7 | 2 | Rit | 14 | Rit | 2 | 223   | 8º   |

| 2009 | Moto   |   |   |     |     |   |   |   |   |   |   |   |   |   |   |   |   |    |   |     |   |   |   |   |   |   |    |   |   | Punti | Pos. |
| ---- | ------ | - | - | --- | --- | - | - | - | - | - | - | - | - | - | - | - | - | -- | - | --- | - | - | - | - | - | - | -- | - | - | ----- | ---- |
| 2009 | Ducati | 4 | 5 | Rit | Rit | 2 | 3 | 9 | 4 | 1 | 2 | 2 | 2 | 3 | 2 | 3 | 2 | 12 | 3 | Rit | 3 | 7 | 9 | 3 | 1 | 4 | 13 | 5 | 1 | 382   | 3º   |

| 2010 | Moto   |   |   |    |    |     |     |    |    |   |     |   |   |     |   |   |   |     |   |   |     |     |    |   |     |   |   |  |  | Punti | Pos. |
| ---- | ------ | - | - | -- | -- | --- | --- | -- | -- | - | --- | - | - | --- | - | - | - | --- | - | - | --- | --- | -- | - | --- | - | - |  |  | ----- | ---- |
| 2010 | Ducati | 2 | 3 | 11 | 11 | Rit | Rit | 13 | 12 | 7 | Rit | 1 | 8 | Rit | 9 | 4 | 3 | Rit | 3 | 4 | Rit | Rit | 19 | 7 | Rit | 6 | 3 |  |  | 195   | 8º   |

| 2011 | Moto   |   |   |     |   |   |   |   |   |     |   |     |   |     |   |   |   |     |   |    |     |     |     |    |     |    |    |  |  | Punti | Pos. |
| ---- | ------ | - | - | --- | - | - | - | - | - | --- | - | --- | - | --- | - | - | - | --- | - | -- | --- | --- | --- | -- | --- | -- | -- |  |  | ----- | ---- |
| 2011 | Suzuki | 6 | 8 | Rit | 7 | 5 | 7 | 5 | 3 | Rit | 5 | Rit | 6 | Rit | 4 | 4 | 4 | Rit | 9 | 16 | Rit | Rit | Rit | 12 | Rit | 11 | 14 |  |  | 152   | 12º  |

| 2012 | Moto |   |     |     |     |   |    |    |    |    |    |   |    |    |   |   |    |   |    |   |    |   |     |     |     |    |   |    |     | Punti | Pos. |
| ---- | ---- | - | --- | --- | --- | - | -- | -- | -- | -- | -- | - | -- | -- | - | - | -- | - | -- | - | -- | - | --- | --- | --- | -- | - | -- | --- | ----- | ---- |
| 2012 | BMW  | 6 | Rit | Rit | Rit | 6 | 10 | AN | NP | 10 | 13 | 9 | 12 | 14 | 6 | 6 | 11 | 8 | 10 | 2 | 13 | 5 | Rit | Rit | Rit | 10 | 8 | 12 | Rit | 137,5 | 11º  |

| 2013 | Moto            |   |   |   |    |    |   |   |   |    |    |   |    |   |   |   |    |    |    |   |   |    |    |    |    |   |     |    |    | Punti | Pos. |
| ---- | --------------- | - | - | - | -- | -- | - | - | - | -- | -- | - | -- | - | - | - | -- | -- | -- | - | - | -- | -- | -- | -- | - | --- | -- | -- | ----- | ---- |
| 2013 | Aprilia e Honda | 3 | 4 | 8 | 11 | 12 | 9 | 6 | 5 | 10 | 10 | 7 | 10 | 5 | 8 | 5 | AN | 14 | 11 | 6 | 8 | 10 | 10 | 13 | 10 | 7 | Rit | 17 | 14 | 188   | 7º   |

| 2014 | Moto     |  |  |     |     |     |    |     |     |  |  |  |  |  |  |  |  |  |  |  |  |  |  |  |  |  |  |  |  | Punti | Pos. |
| ---- | -------- |  |  | --- | --- | --- | -- | --- | --- |  |  |  |  |  |  |  |  |  |  |  |  |  |  |  |  |  |  |  |  | ----- | ---- |
| 2014 | Kawasaki |  |  | Rit | Rit | Rit | 14 | Rit | Rit |  |  |  |  |  |  |  |  |  |  |  |  |  |  |  |  |  |  |  |  | 2     | 32º  |

| 2015 | Moto   |  |  |  |  |  |  |  |  |    |   |  |  |  |  |  |  |  |  |  |  |  |  |  |  |  |  |  |  | Punti | Pos. |
| ---- | ------ |  |  |  |  |  |  |  |  | -- | - |  |  |  |  |  |  |  |  |  |  |  |  |  |  |  |  |  |  | ----- | ---- |
| 2015 | Ducati |  |  |  |  |  |  |  |  | 10 | 9 |  |  |  |  |  |  |  |  |  |  |  |  |  |  |  |  |  |  | 13    | 25º  |

| Legenda | 1º posto        | 2º posto            | 3º posto           | A punti      | Senza punti        | Grassetto – Pole position Corsivo – Giro più veloce |
| Legenda | Gara non valida | Non qual./Non part. | Ritirato/Non class | Squalificato | '-' Dato non disp. | Grassetto – Pole position Corsivo – Giro più veloce |